# Охладителна поставка за лаптоп
Охладителната поставка за лаптоп (на английски: laptop/notebook cooler, cooler pad или chill pad) е аксесоар за лаптоп или нетбук, който помага да се намали тяхната температура при работа, обикновено в случаите, когато лаптопът не може достатъчно добре да се охлади сам или околната среда е твърде загрята. Охладителните поставки имат за цел да защитят от прегряване както лаптопа, така и потребителя, който изпитва дискомфорт, свързан с отделяната от лаптопа топлина. Някои охладители имат един или повече вентилатори и се наричат „активни охладители“, а има и „пасивни охладители“, които използват термично кондуктивни материали.

## Параметри
При важните параметри при избор на охладител за лаптоп са: размерите на поставката (особено височината), материалът за горния панел, диаметърът на вентилатора, нивото на шума на вентилатора (в децибели), скорост (в обороти/минута) и други. Допълнителни екстри са наличието на крачета за повдигане на поставката, наличие на ръбче, осигуряващо, че лаптопът няма да се хлъзга, наличието на USB портове върху поставката, както и видът захранващ кабел (охладителите се включват към лаптопа с USB кабел, но при някои видове той е мъжко-женски (на английски: pass-through USB), така че броят свободни USB портове на лаптопа да се запази, въпреки включването на охлаждащата поставка) и други.
|  | Тази страница частично или изцяло представлява превод на страницата Laptop cooler в Уикипедия на английски. Оригиналният текст, както и този превод, са защитени от Лиценза „Криейтив Комънс – Признание – Споделяне на споделеното“, а за съдържание, създадено преди юни 2009 година – от Лиценза за свободна документация на ГНУ. Прегледайте историята на редакциите на оригиналната страница, както и на преводната страница, за да видите списъка на съавторите. ВАЖНО: Този шаблон се отнася единствено до авторските права върху съдържанието на статията. Добавянето му не отменя изискването да се посочват конкретни източници на твърденията, които да бъдат благонадеждни. |